# Френклин (Западна Вирџинија)
Френклин (енгл. Franklin) град је у америчкој савезној држави Западна Вирџинија.

## Демографија
По попису из 2010. године број становника је 721, што је 76 (-9,5%) становника мање него 2000. године.
| Група             | 2000.       | 2010.       |
| Белци             | 772 (96,9%) | 694 (96,3%) |
| Афроамериканци    | 16 (2,0%)   | 7 (1,0%)    |
| Азијати           | 0 (0,0%)    | 3 (0,4%)    |
| Хиспаноамериканци | 3 (0,4%)    | 5 (0,7%)    |
| Укупно            | 797         | 721         |